# École nationale supérieure de chimie de Paris
École nationale supérieure de chimie de Paris, fondată în 1896, este o universitate tehnică de stat din Paris (Franța).

## Secții
- Master

Domeniu: chimie
- Doctorat

Domeniu: chimie, biologie, biotehnologie, medicină, fotovoltaică